# アカシマミナシ
アカシマミナシ（赤縞身無）、学名 Conus generalis は、新腹足目イモガイ科に分類される巻貝の一種。インド洋から太平洋にかけてを分布域とする。

## 形態
成体の殻高は70mm程度。殻は厚くて重い。螺塔は低く、側面がややへこみ、先端には先のとがった螺頂がある。体層は大きく、螺塔の二倍以上ある。本種の色彩は多彩だが、茶色や暗褐色が一般的。

## 生態
他のイモガイ類と同様にインド洋から太平洋にかけて生息する。日本にも分布する（採集記録例：沖縄県恩納村）。東限はフランス領ポリネシア、南限もオーストラリア・クイーンズランド州海岸にまで及ぶ。
潮間帯の砂底に生息する。水深240mでの生息記録がある。多毛類を餌とする。

## 亜種
アカシマミナシには以下の亜種が知られる。
- Conus generalis generalis Linnaeus, 1767
- Conus generalis monteiroi Linnaeus, 1767
- Conus generalis pallida Linnaeus, 1767
- Conus generalis regenfussi Linnaeus, 1767
- Conus generalis subunicolor Linnaeus, 1767

## 文化
美麗な個体は収集家の対象になるが、普通種のため価格は安価である。英名の General Cone は文字どおり「将軍」の意で、18世紀にはイモガイに軍隊や海軍将官の名前をつけることが多かった。

## ギャラリー

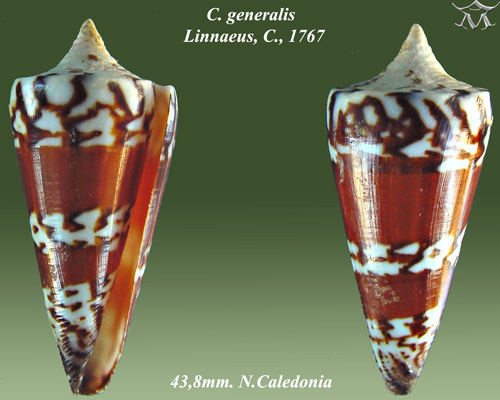
Conus generalis Linnaeus, C., 1767
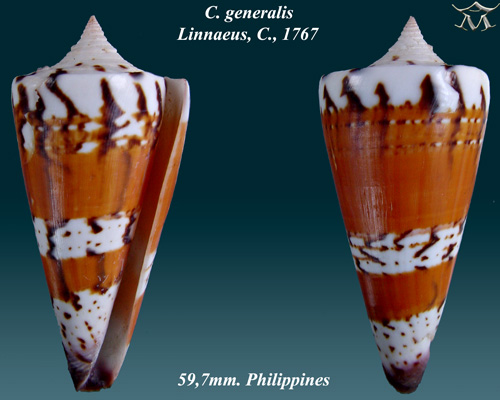
Conus generalis Linnaeus, C., 1767
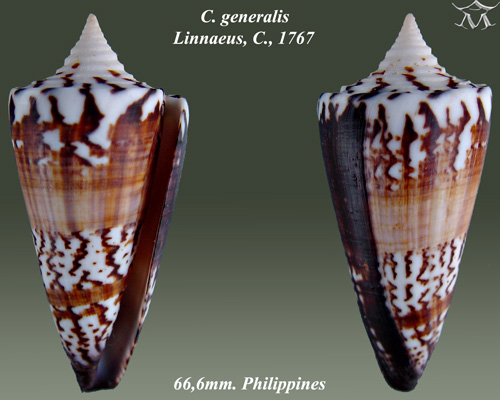
Conus generalis Linnaeus, C., 1767
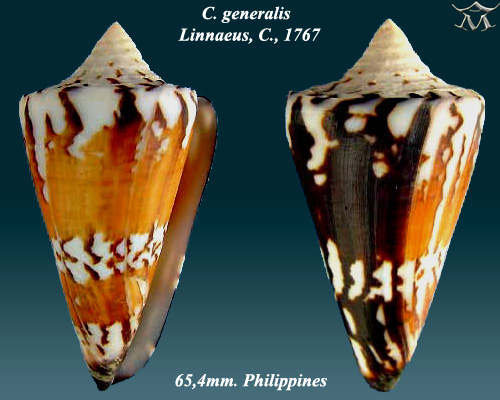
Conus generalis Linnaeus, C., 1767
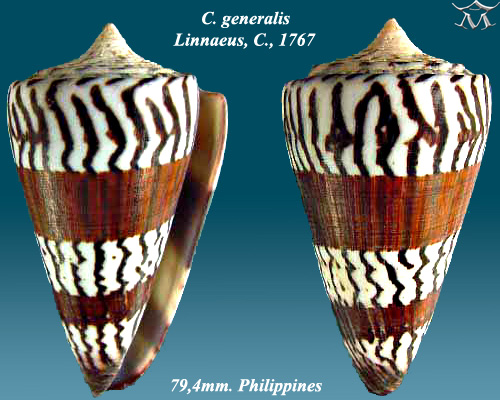
Conus generalis Linnaeus, C., 1767
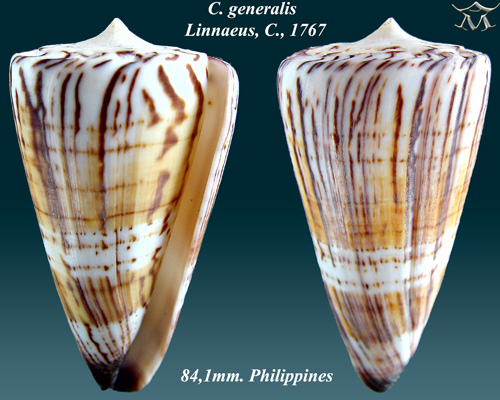
Conus generalis Linnaeus, C., 1767
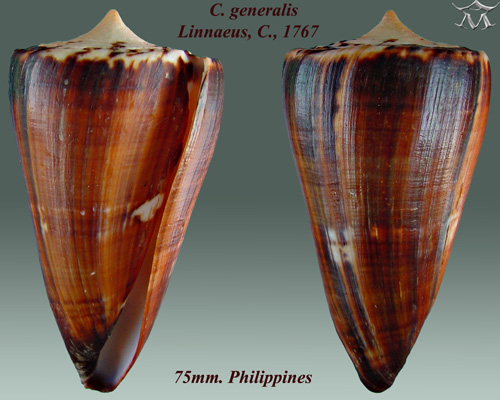
Conus generalis Linnaeus, C., 1767
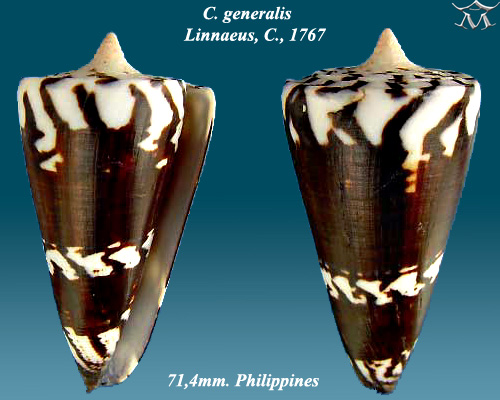
Conus generalis Linnaeus, C., 1767
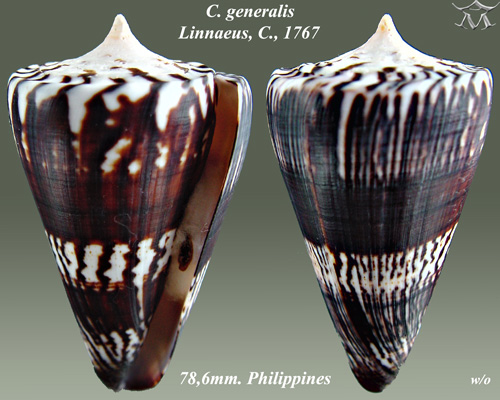
Conus generalis Linnaeus, C., 1767
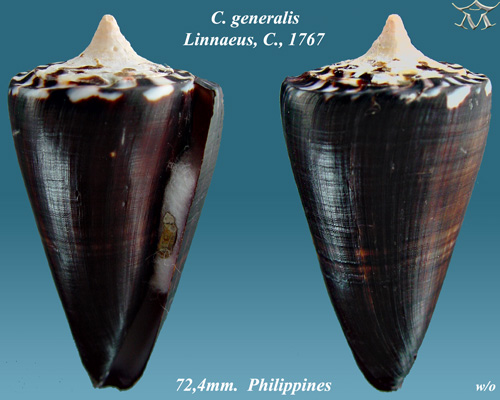
Conus generalis Linnaeus, C., 1767